# Jack Berthelot
Jack Berthelot est un architecte guadeloupéen, militant indépendantiste marxiste et membre de l'Union populaire pour la libération de la Guadeloupe (UPLG).

## Biographie
Après ses études d’architecture à Paris, Jack Berthelot rentre en Guadeloupe en 1970 et crée une coopérative, l'AUPTM (pour Architecture, Urbanisme, Paysage, Tiers-Monde), dans l'idée de réhabiliter l'habitat traditionnel créole. L'AUPTM est entre autres composé du paysagiste Samuel Adélaïdes, des Économistes Claude Déglas et Eryc Edinval et de l’architecte Jean-Pierre Buffi.
En 1975, il est associé à un architecte péruvien nommé Griss. Auparavant, il avait collaboré avec Martine Gaumé pendant plusieurs années. 
Il écrit le livre Kaz Antiyé jan moun ka rété (L’Habitat populaire aux Antilles) en 1982 avec Gaumé Martine dans lequel il étudie l'architecture de la case antillaise. Il participe aussi à une exposition au centre Pompidou la même année sur l'habitat créole.
Il meurt le 24 juillet 1984, à Pointe-à-Pitre, dans l’explosion de bombes destinées à un attentat indépendantiste avec trois autres membres de l'UPLG.

## Réalisations
- Extension de l'aile des garages de la préfecture de Guadeloupe ; 1975.
- Musée Edgar-Clerc au Le Moule en Guadeloupe ; 1984[3].